# Clotilde Armand
Clotilde Marie Brigitte Armand (ur. 28 czerwca 1973 w Pointe-à-Pitre) – francuska menedżer i polityk, posiadająca również obywatelstwo rumuńskie, posłanka do Parlamentu Europejskiego IX kadencji, burmistrz Sektora 1 w Bukareszcie, senator.

## Życiorys
Urodziła się na Gwadelupie, gdzie pracował jej ojciec. Absolwentka École centrale Paris z 1996, rok później uzyskała magisterium w Massachusetts Institute of Technology, gdzie poznała swojego pochodzącego z Rumunii męża.
Pracowała w przedsiębiorstwie konsultingowym KPMG, zaś w latach 2002–2005 w Airbusie. Od 2005 do 2013 związana z koncernem energetycznym GDF Suez, w 2013 została dyrektorem generalnym francuskiego przedsiębiorstwa inżynieryjnego Egis odpowiedzialnym za oddziały w Rumunii, Bułgarii i Mołdawii.
Zaangażowała się w działalność polityczną, dołączając do Uniunea Salvați Bucureștiul, ugrupowania założonego przez Nicușora Dana (prywatnie bliskiego znajomego męża). W 2015 otrzymała obywatelstwo rumuńskie. W 2016 bezskutecznie ubiegała się o urząd burmistrza jednostki administracyjnej Sektor 1 w Bukareszcie. Została natomiast wówczas radną tego sektora.
W wyborach w 2019 z rekomendacji powstałego na bazie USB Związku Zbawienia Rumunii uzyskała mandat eurodeputowanej IX kadencji. W 2020 ponownie wystartowała na burmistrza Sektora 1 z ramienia koalicji USR i partii PLUS oraz ze wsparciem PNL, wygrywając tym razem wybory na tę funkcję i w konsekwencji odchodząc w listopadzie tegoż roku z PE. Nie uzyskała reelekcji w wyborach lokalnych w 2024. W tym samym roku została wybrana w skład Senatu.